# Réseau de bus Valouette
Le réseau de bus Valouette est une offre de transport d'Île-de-France Mobilités dont la compétence est déléguée à l'Établissement public territorial Grand-Orly Seine Bièvre. Le réseau de bus est exploité par la RATP depuis 2007.
Le réseau de bus Valouette est issu d'un partenariat entre la Communauté d'agglomération de Val de Bièvre (remplacée depuis le 1er janvier 2016 par l'Établissement public territorial Grand-Orly Seine Bièvre) et la Régie autonome des transports parisiens (RATP). Il est composé de six lignes depuis 2019, contre sept à l'origine en 2007. Il permet, depuis le 1er octobre 2007, aux habitants de parcourir gratuitement l'ensemble du Val de Bièvre composé de sept communes : Arcueil, Cachan, Fresnes, Gentilly, Le Kremlin-Bicêtre, L'Haÿ-les-Roses et Villejuif.

## Historique

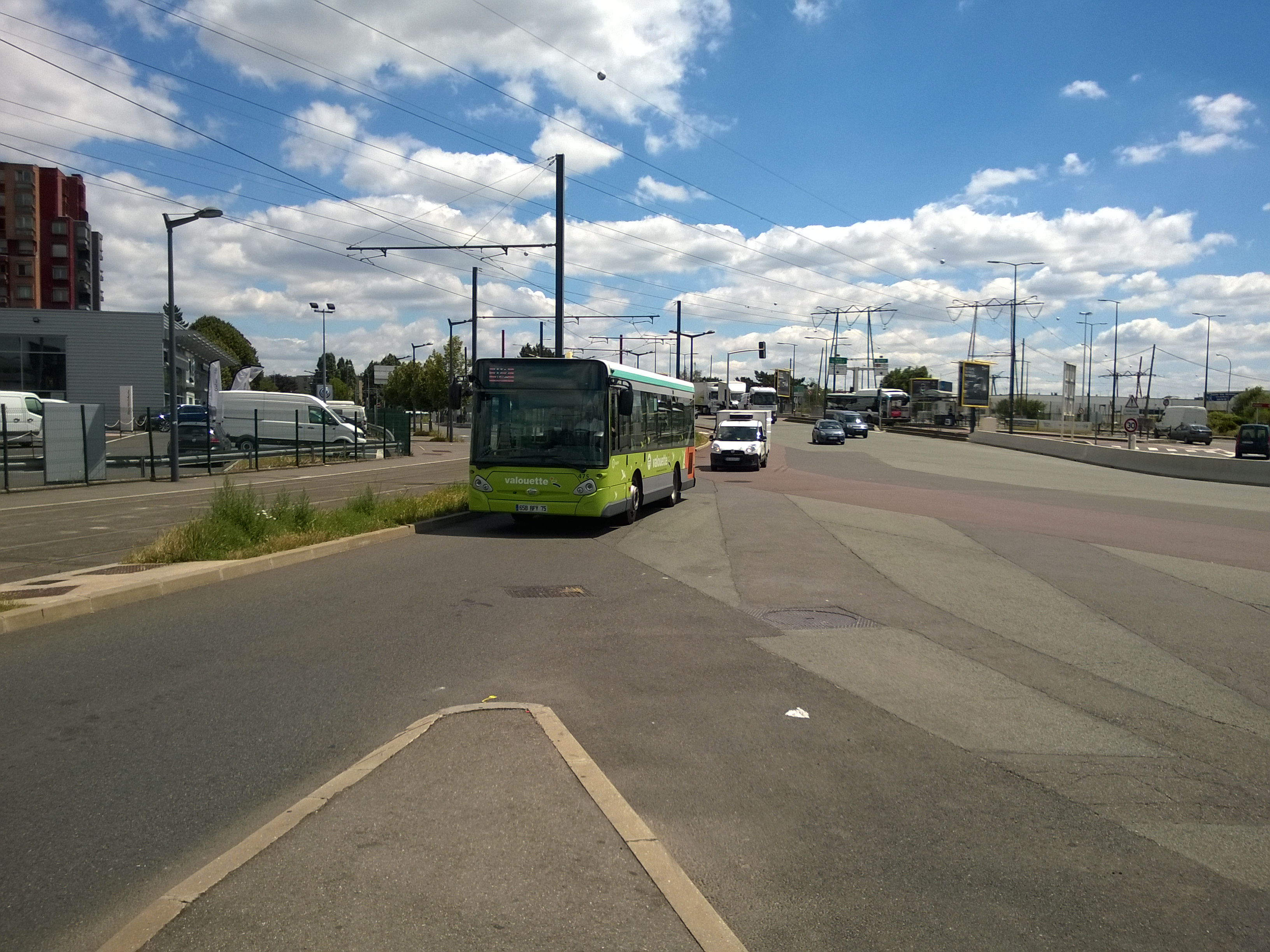
GX 127 sur la ligne v2.

Avant la création du réseau Valouette le 1er octobre 2007, certaines lignes existaient déjà mais sous d'autres noms, seule la ligne v1 était entièrement nouvelle :
- les services de Fresnes et de l'Haÿ-les-Roses, créés le 1er octobre 2004, ont fusionné pour donner naissance à la ligne v2 ;
- le service de Cachan, créé le 1er octobre 2004, est devenu la ligne v3 ;
- le service d'Arcueil, créé le 1er septembre 2006, est devenu la ligne v4 ;
- le service de Gentilly, créé le 1er octobre 2004, est devenu la ligne v5 ;
- le service du Kremlin-Bicêtre, créé le 1er octobre 2004, est devenu la ligne v6 ;
- la ligne 185v, créée le 7 septembre 1999, est devenue la ligne v7.

Le 2 septembre 2013, la ligne v2 est prolongée jusqu'à la station Domaine Chérioux afin d'offrir une correspondance avec la ligne 7 du tramway d'Île-de-France.
Le 2 septembre 2019, la ligne v1 est renommée en tant que ligne 193 et devient payante puisque basculant dans le réseau classique de la RATP ; la ligne relie son terminus historique Mairie de l'Haÿ-les-Roses à son nouveau terminus Arcueil-Lénine, la portion desservant Villejuif et Le Kremlin-Bicêtre est supprimée.

## Les lignes

### Lignes v2 à v7
| Ligne    | Caractéristiques | Caractéristiques                               | Caractéristiques                               | Caractéristiques                               | Caractéristiques                               | Caractéristiques                               | Caractéristiques                               | Caractéristiques                               | Caractéristiques                               |
| v2 (583) | Pasteur ⥋ Centre Commercial / Domaine Chérioux | Pasteur ⥋ Centre Commercial / Domaine Chérioux | Pasteur ⥋ Centre Commercial / Domaine Chérioux | Pasteur ⥋ Centre Commercial / Domaine Chérioux | Pasteur ⥋ Centre Commercial / Domaine Chérioux | Pasteur ⥋ Centre Commercial / Domaine Chérioux | Pasteur ⥋ Centre Commercial / Domaine Chérioux | Pasteur ⥋ Centre Commercial / Domaine Chérioux | Pasteur ⥋ Centre Commercial / Domaine Chérioux |
| -------- | --- | ---------------------------------------------- | ---------------------------------------------- | ---------------------------------------------- | ---------------------------------------------- | ---------------------------------------------- | ---------------------------------------------- | ---------------------------------------------- | ---------------------------------------------- |
| v2 (583) | Ouverture / Fermeture 1er octobre 2007 / — | Longueur 15 km                                 | Durée 66 min                                   | Nb. d’arrêts 36                                | Matériel GX 127                                | Jours de fonctionnement L, Ma, Me, J, V, S     | Jour / Soir / Nuit / Fêtes O / N / N / N       | Voy. / an —                                    | Centre-bus Thiais                              |
| v2 (583) | Desserte : - Villes et lieux desservis : L'Haÿ-les-Roses (Collège Ronsard, Commissariat, Sous-préfecture, Mairie, Stade l'Haÿette, Centre Commercial), Fresnes (Centre administratif, Cimetière, Marché Nord, Gymnase Vallée aux renards) - Stations et gares desservies : Docteur Ténine (Tvm depuis l’arrêt Pasteur), Montjean (Tvm depuis l’arrêt Albert Roper), Le Clos La Garenne (Tvm), L'Haÿ-les-Roses (M 14), Domaine Chérioux (T7). |                                                |                                                |                                                |                                                |                                                |                                                |                                                |                                                |
| v2 (583) | Autre : - Zones traversées : néant (service gratuit) - Arrêts non accessibles aux UFR : Barbusse-Larroumès, De Gaulle-Gounod-Tabanou, Centre Commercial. - Vers Pasteur : (néant). - Vers Domaine Chérioux : Collège Ronsard. - Amplitudes horaires : La ligne fonctionne du lundi au vendredi de 7 h 10 à 19 h 45 et le samedi de 7 h 25 à 13 h 40. - Particularités : Certains services direction Pasteur ont pour terminus Centre Commercial. - Date de dernière mise à jour : 25 juin 2024. |                                                |                                                |                                                |                                                |                                                |                                                |                                                |                                                |
| v2 (583) | Dernière actualisation : — |                                                |                                                |                                                |                                                |                                                |                                                |                                                |                                                |
| v3 (581) | Service de Cachan | Service de Cachan                              | Service de Cachan                              | Service de Cachan                              | Service de Cachan                              | Service de Cachan                              | Service de Cachan                              | Service de Cachan                              | Service de Cachan                              |
| v3 (581) | (Circulaire) L’Orangerie ⥋ via Arcueil-Cachan RER et Bagneux RER |                                                |                                                |                                                |                                                |                                                |                                                |                                                |                                                |
| v3 (581) | Ouverture / Fermeture 1er octobre 2004 / — | Longueur 4,5 / 5,5 km                          | Durée 24 min                                   | Nb. d’arrêts 26                                | Matériel GX 127                                | Jours de fonctionnement L, Ma, Me, J, V, S     | Jour / Soir / Nuit / Fêtes O / N / N / N       | Voy. / an —                                    | Centre-bus Vitry                               |
| v3 (581) | Desserte : - Villes et lieux desservis : Cachan (Cité Jardins, École nationale de musique, Le Coteau) - Stations et gares desservies : Gare d'Arcueil - Cachan et Gare de Bagneux. |                                                |                                                |                                                |                                                |                                                |                                                |                                                |                                                |
| v3 (581) | Autre : - Zones traversées : néant (service gratuit) - Arrêts non accessibles aux UFR : Mairie de Cachan, La Citadelle, Saint-Joseph. - Amplitudes horaires : La ligne fonctionne du lundi au samedi de 7 h 20 à 19 h 10, à raison d'un bus toutes les 50 minutes. - Date de dernière mise à jour : 30 juin 2022. |                                                |                                                |                                                |                                                |                                                |                                                |                                                |                                                |
| v3 (581) | Dernière actualisation : — |                                                |                                                |                                                |                                                |                                                |                                                |                                                |                                                |
| v4 (562) | Service d'Arcueil | Service d'Arcueil                              | Service d'Arcueil                              | Service d'Arcueil                              | Service d'Arcueil                              | Service d'Arcueil                              | Service d'Arcueil                              | Service d'Arcueil                              | Service d'Arcueil                              |
| v4 (562) | (Circulaire) Hôtel de Ville - Centre ⥋ via Arcueil-Cachan RER |                                                |                                                |                                                |                                                |                                                |                                                |                                                |                                                |
| v4 (562) | Ouverture / Fermeture 1er septembre 2006 / — | Longueur 11 km                                 | Durée 52 min                                   | Nb. d’arrêts 20                                | Matériel GX 127                                | Jours de fonctionnement L, Ma, Me, J, V        | Jour / Soir / Nuit / Fêtes O / N / N / N       | Voy. / an —                                    | Centre-bus Ivry                                |
| v4 (562) | Desserte : - Villes et lieux desservis : Arcueil (Centre commercial de La Vache-Noire, Centre de santé, Hôtel de ville, Centre sportif Louis Frébault) - Gare desservie : Gare d'Arcueil - Cachan (RER B). |                                                |                                                |                                                |                                                |                                                |                                                |                                                |                                                |
| v4 (562) | Autre : - Zones traversées : néant (service gratuit) - Arrêts non accessibles aux UFR : Vache Noire, Émile Raspail, Hôtel de Ville d’Arcueil. - Amplitudes horaires : La ligne fonctionne du lundi au vendredi, aucun service n’étant assuré le samedi, le dimanche et les jours fériés : - vers Hôtel de Ville - Centre : avec un premier départ à 8 h 0 le matin et 15 h 0 le soir du lundi au vendredi, le dernier départ étant fixé à 11 h 0 le matin et 18 h 0 le soir du lundi au vendredi. - Date de dernière mise à jour : 26 août 2023. |                                                |                                                |                                                |                                                |                                                |                                                |                                                |                                                |
| v4 (562) | Dernière actualisation : — |                                                |                                                |                                                |                                                |                                                |                                                |                                                |                                                |
| v5 (584) | Service de Gentilly | Service de Gentilly                            | Service de Gentilly                            | Service de Gentilly                            | Service de Gentilly                            | Service de Gentilly                            | Service de Gentilly                            | Service de Gentilly                            | Service de Gentilly                            |
| v5 (584) | (Circulaire) Gabriel Péri — Soleil Levant ⥋ via Gentilly RER |                                                |                                                |                                                |                                                |                                                |                                                |                                                |                                                |
| v5 (584) | Ouverture / Fermeture 1er octobre 2004 / — | Longueur dom/trav : 4 km proximité : 8 km      | Durée 15 ou 46 min                             | Nb. d’arrêts 8 ou 20                           | Matériel GX 127                                | Jours de fonctionnement L, Ma, Me, J, V, S     | Jour / Soir / Nuit / Fêtes O / N / N / N       | Voy. / an —                                    | Centre-bus Ivry                                |
| v5 (584) | Desserte : - Villes et lieux desservis : Gentilly (Mairie, Médiathèque) - Stations et gares desservies : Gare de Gentilly. |                                                |                                                |                                                |                                                |                                                |                                                |                                                |                                                |
| v5 (584) | Autre : - Zones traversées : néant (service gratuit) - Arrêts non accessibles aux UFR : Fondation Vallée. - Amplitudes horaires : La ligne est divisée en deux circuits circulaires : - Circuit domicile/travail : Trajet via Gentilly RER - Plateau, qui fonctionne du lundi au vendredi aux heures de pointe de 7 h à 8 h 45 et de 17 h 30 à 19 h 15 ; - Circuit de proximité : Trajet via Gentilly RER - Plateau et Mairie de Gentilly, qui fonctionne du lundi au vendredi aux heures creuses de 9 h à 17 h 25 et le samedi toute la journée de 7 h à 19 h 45. - Date de dernière mise à jour : 30 juin 2022. |                                                |                                                |                                                |                                                |                                                |                                                |                                                |                                                |
| v5 (584) | Dernière actualisation : — |                                                |                                                |                                                |                                                |                                                |                                                |                                                |                                                |
| v6 (593) | Service du Kremlin-Bicêtre | Service du Kremlin-Bicêtre                     | Service du Kremlin-Bicêtre                     | Service du Kremlin-Bicêtre                     | Service du Kremlin-Bicêtre                     | Service du Kremlin-Bicêtre                     | Service du Kremlin-Bicêtre                     | Service du Kremlin-Bicêtre                     | Service du Kremlin-Bicêtre                     |
| v6 (593) | (Circulaire) Leclerc - Thomas ⥋ via Hôpital du Kremlin-Bicêtre |                                                |                                                |                                                |                                                |                                                |                                                |                                                |                                                |
| v6 (593) | Ouverture / Fermeture 1er octobre 2004 / — | Longueur 5 km                                  | Durée 30 min                                   | Nb. d’arrêts 15                                | Matériel GX 127                                | Jours de fonctionnement L, Ma, Me, J, V, S     | Jour / Soir / Nuit / Fêtes O / N / N / N       | Voy. / an —                                    | Centre-bus Ivry                                |
| v6 (593) | Desserte : - Villes et lieux desservis : Le Kremlin-Bicêtre (Lycée Darius Milhaud, Collège Albert Cron, Hôpital du Kremlin-Bicêtre, Mairie) - Stations et gares desservies : Le Kremlin-Bicêtre (depuis l’arrêt Leclerc-Thomas). |                                                |                                                |                                                |                                                |                                                |                                                |                                                |                                                |
| v6 (593) | Autre : - Zones traversées : néant (service gratuit) - Arrêts non accessibles aux UFR : Léo Lagrange et Les Coquettes - Amplitudes horaires : La ligne fonctionne du lundi au vendredi de 6 h 55 à 20 h 10 et le samedi de 9 h à 19 h 30, à raison d'un bus tous les 40 minutes. - Date de dernière mise à jour : 30 juin 2022. |                                                |                                                |                                                |                                                |                                                |                                                |                                                |                                                |
| v6 (593) | Dernière actualisation : — |                                                |                                                |                                                |                                                |                                                |                                                |                                                |                                                |
| v7 (585) | Service de Villejuif | Service de Villejuif                           | Service de Villejuif                           | Service de Villejuif                           | Service de Villejuif                           | Service de Villejuif                           | Service de Villejuif                           | Service de Villejuif                           | Service de Villejuif                           |
| v7 (585) | (Circulaire) Villejuif - Louis Aragon ⥋ via mairie de Villejuif |                                                |                                                |                                                |                                                |                                                |                                                |                                                |                                                |
| v7 (585) | Ouverture / Fermeture 7 septembre 1999 / — | Longueur 12 km                                 | Durée 50 min                                   | Nb. d’arrêts 13                                | Matériel GX 127                                | Jours de fonctionnement L, Ma, Me, J, V, S     | Jour / Soir / Nuit / Fêtes O / N / N / N       | Voy. / an —                                    | Centre-bus Thiais                              |
| v7 (585) | Desserte : - Villes et lieux desservis : Villejuif (Institut Gustave-Roussy, Hôpital Paul-Brousse, Mairie) - Stations desservies : Villejuif - Gustave Roussy (M14), Villejuif - Léo Lagrange et Villejuif - Paul Vaillant-Couturier (M 7), Villejuif - Louis Aragon (M 7 et T7), Lamartine (T7 depuis l’arrêt Les Bons Enfants). |                                                |                                                |                                                |                                                |                                                |                                                |                                                |                                                |
| v7 (585) | Autre : - Zones traversées : néant (service gratuit) - Arrêts non accessibles aux UFR : Villejuif - Louis Aragon (Terminus), Guynemer - Place des Fusillés (arrêt avant Mairie de Villejuif), Mairie de Villejuif, Groupe Hospitalier Paul Brousse, Beaumarchais, Guynemer - Place des Fusillés (arrêt avant Guynemer - Maxime Gorki), Guynemer - Maxime Gorki, Villejuif - Louis Aragon (vers Les Dalhias), Youri Gagarine (vers Villejuif - Louis Aragon). - Amplitudes horaires : La ligne fonctionne du lundi au samedi, aucun service n’étant assuré le dimanche et les jours fériés : - vers Villejuif - Louis Aragon : avec un premier départ à 8 h 0, le dernier départ étant fixé à 19 h 0. - Date de dernière mise à jour : 12 janvier 2024. |                                                |                                                |                                                |                                                |                                                |                                                |                                                |                                                |
| v7 (585) | Dernière actualisation : — |                                                |                                                |                                                |                                                |                                                |                                                |                                                |                                                |